# Tigst Assefa
Tigst Assefa Tessema (3 december 1996) is een Ethiopische langeafstandsloopster en de voormalig wereldrecordhoudster op de marathon bij de vrouwen. Ze zette die besttijd op 2 uur, 11 minuten en 53 seconden in haar derde marathon in Berlijn in 2023. Tessema is tevens een voormalig 800 meterloopster. Op dit onderdeel nam zij eenmaal deel aan de Olympische Spelen. In 2024 won ze bij de Olympische Zomerspelen 2024 in Parijs de zilveren medaille op de marathon voor vrouwen.

## Carrière

### 800 meter
In 2013 won Assefa brons op de 800 m bij de Afrikaanse juniorenkampioenschappen. In augustus 2014 werd Assefa vierde op de 800 m bij de Afrikaanse kampioenschappen in Marrakesh, Marokko. Diezelfde maand won ze de wedstrijd op de ISTAF Berlijn in Duitsland. In september werd ze vierde bij de wedstrijd om de IAAF Wereldbeker, eveneens in Marrakech. Assefa werd uitgeschakeld in de eerste ronde van de 800 m van de wereldindoorkampioenschappen in 2016 in Portland, Verenigde Staten. Later dat jaar vertegenwoordigde ze Ethiopië op de Olympische Spelen van Rio de Janeiro op de 800 m waar ze, ondanks een persoonlijke seizoensbesttijd van 2.00,21, niet doordrong tot de halve finale.

### Marathon
Assefa stapte in 2018 over naar lopen op de weg. In maart 2022 debuteerde Assefa op de marathonafstand tijdens de Riyadh Marathon in Saoedi-Arabië, waar ze zevende werd met een tijd van 2:34.00.
Op 25 september 2022 won Assefa de marathon van Berlijn in een tijd van 2:15.37, wat een verbetering was van meer dan 18 minuten van haar vorige persoonlijke besttijd. Ze was twee minuten sneller dan de runner-up. Met haar tijd verbeterde Assefa het parcoursrecord van Berlijn met meer dan tweeënhalve minuut en vestigde ze ook een Ethiopisch record. Het maakte van haar ook de derde snelste vrouwelijke marathonloopster ooit op dat moment, enkel langzamer dan de 2:14.04 van de toenmalige wereldrecordhoudster Brigid Kosgei en de 2:15.25 van de voormalige recordhoudster Paula Radcliffe. Tijdens het eerste deel van de marathon liep Assefa tragere tussentijden dan tijdens de wereldrecordrace van Kosgei, maar ze voltooide het tweede deel van de race in 1:07.24, wat sneller was dan haar toenmalige persoonlijke beste halve marathontijd van 1:07.28 bij haar overwinning in april 2022 tijdens het "Adizero:Road to Records" evenement in Herzogenaurach, Duitsland.

### Wereldrecord
Op 24 september 2023 won Assefa nogmaals de marathon van Berlijn in 2:11.53 en verbeterde daarmee het wereldrecord met meer dan twee minuten van Brigid Kosgei in Chicago in 2019. Ze voltooide de eerste helft van de race in 1:06.20 en de tweede helft in 1:05.33.

## Persoonlijke records
Baan
| Onderdeel | Prestatie | Datum        | Plaats     |
| --------- | --------- | ------------ | ---------- |
| 400 m     | 54,05 s   | 27 juni 2012 | Porto-Novo |
| 800 m     | 1.59,24   | 3 juli 2014  | Lausanne   |

Weg
| Onderdeel      | Prestatie           | Datum             | Plaats         |
| -------------- | ------------------- | ----------------- | -------------- |
| 10 km          | 30.52               | 25 juni 2022      | Langueux       |
| halve marathon | 1:07.28             | 30 april 2022     | Herzogenaurach |
| 30 km          | 1:36.41 (NR)        | 25 september 2022 | Berlijn        |
| marathon       | 2:11.53 (ex-WR; NR) | 24 september 2023 | Berlijn        |

Indoor
| Onderdeel | Prestatie | Datum            | Plaats |
| --------- | --------- | ---------------- | ------ |
| 800 m     | 2.02,01   | 21 februari 2016 | Metz   |

## Palmares

### 800 m
- 2013:  Afrikaanse U20 kamp. - 2.05,6
- 2014: 4e Wereldbeker - 2.00,57
- 2014: 4e Afrikaanse kamp. - 2.00,43
- 2016: 2e in serie WK indoor - 2.04,55
- 2016:  ISTAF - 2.00,16[2]
- 2016: 5e in serie OS - 2.00,21

Diamond league-podiumplaatsen
- 2016:  Golden Gala - 2.00,84

### halve marathon
- 2022:  Adizero: Road to Records te Herzogenaurach - 1:07.28[3]

### marathon
- 2022: 7e Riyadh Marathon - 2:34.00[4]
- 2022:  marathon van Berlijn - 2:15.37
- 2023:  marathon van Berlijn - 2:11.53 (WR)
- 2024:  OS - 2:22.58
- 2025:  marathon van Londen - 2:15.49 (WR vrouwenwedstr.)

### 4 x 400 m
- 2012: 7e Afrikaanse kamp. - 3.41,10
- 2013:  Afrikaanse U20-kamp. - 3.42,2

## Onderscheidingen
- Wereldatlete van het jaar (wegatletiek) - 2023

- Gemeinsame Normdatei: 1303842955
- World Athletics: 14388506
- Virtual International Authority File: 30169628664082861494